# 100 Worst Britons
100 Worst Britons is een spin-off uit 2003 van de 100 Greatest Britons.
De verkiezing werd op Channel 4 uitgezonden en was bedoeld om "de 100 ergste Britten die we graag haten" te bepalen. Om in aanmerking te komen, moesten de personen de Britse nationaliteit hebben, nog in leven zijn en op het moment van de verkiezing niet in de gevangenis zitten of in een proces verwikkeld zijn. In plaats hiervan stemden velen op fictieve personages en popgroepen.
De stemming gebeurde via de website van het televisiestation. Er werd niets gedaan om kijkers ervan te weerhouden meermalen hun stem uit te brengen. Naast beroemdheden en politici behoorde ook een vijftal leden van de koninklijke familie tot de verkozenen, wat deed vermoeden dat ook republikeinen in groten getale gestemd hadden.

## De Ergste Britten
1. Tony Blair
2. Jordan
3. Margaret Thatcher
4. Jade Goody
5. Martin Bashir
6. Gareth Gates
7. Alex Ferguson
8. H. van Steps
9. Geri Halliwell
10. Koningin Elizabeth II
11. Liam Gallagher
12. Chris Evans
13. Victoria Beckham
14. Rik Waller
15. Anthea Turner
16. Bernard Manning
17. Robbie Williams
18. Peter Stringfellow
19. Neil Hamilton en Christine Hamilton
20. Jim Davidson
21. Charlotte Church
22. Darren Day
23. Lady Victoria Hervey
24. Charles, prins van Wales
25. Anne Robinson
26. Edwina Currie
27. Chris Moyles
28. Jamie Oliver
29. Cliff Richard
30. Max Clifford
31. The 3AM Girls
32. Naomi Campbell
33. Simon Cowell
34. Sara Cox
35. Harry Potter
36. Tara Palmer-Tomkinson
37. James Hewitt
38. Andrew Lloyd Webber
39. Catherine Zeta-Jones
40. Edward, graaf van Wessex
41. Tracey Emin
42. Lawrence Llewelyn-Bowen
43. Mick Hucknall
44. Michael Winner
45. Pete Waterman
46. Naseem Hamed
47. Ainsley Harriott
48. Trinny en Susannah
49. Peter Mandelson
50. Ken Livingstone
51. Darius Danesh
52. Amanda Holden
53. Zoë Ball
54. Martine McCutcheon
55. Elton John
56. Ant en Dec
57. Alastair Campbell
58. Ozzy Osbourne
59. Stephen Byers en Jo Moore
60. Richard Madeley
61. Vinnie Jones
62. Alan Titchmarsh
63. Sophie Rhys-Jones
64. Chris Tarrant
65. Ben Elton
66. Jeremy Clarkson
67. Jeremy Spake
68. Carol Vorderman
69. David Dickinson
70. Frank Skinner
71. Paul Burrell
72. Tom Jones
73. Sarah Ferguson
74. Carol Smillie
75. Elizabeth Hurley
76. Prinses Anne
77. Guy Ritchie
78. Delia Smith
79. Johnny Vaughan
80. Peter Tatchell
81. Sting
82. Gordon Ramsay
83. Mick Jagger
84. Damien Hirst
85. Julie Burchill
86. Richard Branson
87. John Prescott
88. Judith Chalmers
89. Cherie Blair
90. Nigella Lawson
91. David Beckham
92. Will Young
93. Vanessa Feltz
94. Ann Widdecombe
95. Davina McCall
96. Chris Eubank
97. Derry Irvine
98. Craig David
99. Iain Duncan Smith
100. Atomic Kitten